# Ataxia brunnea
Ataxia brunnea är en skalbaggsart som beskrevs av Champlain och Knull 1926. Ataxia brunnea ingår i släktet Ataxia och familjen långhorningar. Inga underarter finns listade.